# Jazzkantine
Die Jazzkantine ist eine Jazz-Rap-Band aus Braunschweig. Sie wurde 1994, inspiriert u. a. durch das Band-Projekt Jazzmatazz, von Ole Sander, Matthias Lanzer und Christian Eitner gegründet. Der Musikstil der Jazzkantine ist eine Synthese der Stilelemente von Jazz, Funk und Rap. Die Band arbeitete bisher mit so unterschiedlichen Künstlern wie Smudo, Götz Alsmann und Bands wie Such a Surge zusammen.

## Geschichte
1994 bekamen die Band mit ihrem Jazzkantine betitelten Erstlingswerk einen Vertrag beim Plattenlabel BMG Hamburg und einen Einstieg in die Charts. 1996 erhielt die Band dafür den deutschen Musikpreis Echo in der Kategorie Beste Jazzproduktion; die Gruppe erhielt weiterhin den German Jazz Award und das Goldene Ohr. Für das Album "Hell´s Kitchen" war die Band ebenfalls für einen Echo nominiert.
Seit 1994 spielte die Band mehr als 2000 Konzerte in Deutschland, Österreich und der Schweiz, unter anderem auf dem Montreux Jazz Festival. Am 6. April 2002 fand im Rahmen der Veranstaltungsreihe „hr3@night“ in den Kasseler Messehallen ein Konzert zusammen mit der hr-Bigband (Leitung: Jörg Achim Keller) statt. Mit den Projekten Tanzzkantine, Braunschweich, Braunschweich!, Ölper 12 Pöints, Ölper 12 Pöints – Die zweite Staffel, Ölper 12 Pöints – Die dritte Staffel, Unser Eintracht, DaDaDa und Hyper Hyper wurden sechs erfolgreiche Co-Produktionen mit dem Staatstheater Braunschweig abgewickelt. 
2008 erschien die CD Hell’s Kitchen, auf der die Band Hardrocksongs im Jazzkantine-Sound neu interpretiert (unter anderem mit den Gastsängern Xavier Naidoo, Max Mutzke, Tom Gaebel und Pat Appleton von DePhazz). Das Album erreichte zunächst Platz eins der iTunes-Jazzcharts und später im Juli 2008 auch Platz eins der offiziellen deutschen Jazzcharts.
Seit April 2011 tritt die Rhythmus-Gruppe der Jazzkantine im Schauspiel Fleisch ist mein Gemüse als „Tiffanys“ im Staatstheater Braunschweig auf.
Ein weiteres Projekt der Jazzkantine ist die Blauhausband. Vier- bis fünfmal im Jahr jammt diese Band im Kleinen Haus des Braunschweiger Staatstheaters. Neben Mitgliedern der Jazzkantine (Stammformation: Christian Eitner, Tom Bennecke, Andy Lindner, Christian Winninghoff, Heiner Schmitz) werden Gastmusiker eingeladen, unter anderem bislang Roger Cicero, Dr. Ring-Ding, Sam Leigh-Brown (Frank Popp Ensemble) und Tom Gaebel.
Im Dezember 2011 hatte eine weitere Theaterproduktion unter Beteiligung der Jazzkantine Premiere: Die Braunschweiger Weihnachtsgeschichte. Gemeinsam mit dem langjährigen Weggefährten Peter Schanz (Autor und Regisseur) präsentierte die Band ein Krippenspiel in einem historischen Spiegelzelt auf dem Braunschweiger Martinikirchplatz.
Im März 2012 veröffentlichte die Jazzkantine ein neues Album bei Universal Music mit dem Titel Jazzkantine spielt Volkslieder. Erstmals interpretiert die Band klassische deutsche Volkslieder in neuem Stil, und vermischt sie mit Einflüssen aus Hip-Hop, Reggae und Soul in typischem Jazzkantinen-Gewand. Wie schon auf den vergangenen Alben, bedient sich dabei die Band der Hilfe von namhaften Gästen, wie Pat Appleton von DePhazz oder Sam Leigh-Brown vom Frank Popp Ensemble. Von August bis September 2012 folgte die dritte Ölperstaffel mit Ö 3.0 – das Ölperium kehrt zurück.
Mitte September 2013 erschien das Album Ultrahocherhitzt, auf dem die Band zu ihren Wurzeln zurückgekehrt ist. Als Gastmusiker zu hören sind Joo Kraus (tp) und Nils Wogram (tb) sowie die Sängerin Nora Becker. Im Oktober 2014 veranstaltete die Band zum 20. Geburtstag der Jazzkantine ein Konzert in Zusammenarbeit mit der NDR Bigband im Staatstheater Braunschweig. Gleichzeitig wurde das Album Ohne Stecker in Zusammenarbeit mit der NDR Bigband veröffentlicht. Als Gäste wirkten u. a. Smudo, Aleksey und Segnore Rossi mit. Im September 2016 erschien das zwölfte Studio-Album mit Old´s Cool der Jazzkantine, ein weiteres Konzeptalbum, auf dem sich die Musiker mit den Anfängen des Hip-Hop auseinandersetzen.
In ihrem Album Mit Pauken und Trompeten vom August 2019 erzählt der Song Eine Ehre die 25-jährige Jazzkantine-Story – komprimiert in 4:15 Minuten. Im Oktober 2022 erschien das Album Discotheque.

## Diskografie

### Studioalben
| Jahr | Titel                    | Höchstplatzierung, Gesamtwochen, AuszeichnungChartplatzierungen (Jahr, Titel, Platzierungen, Wochen, Auszeichnungen, Anmerkungen) | Höchstplatzierung, Gesamtwochen, AuszeichnungChartplatzierungen (Jahr, Titel, Platzierungen, Wochen, Auszeichnungen, Anmerkungen) | Höchstplatzierung, Gesamtwochen, AuszeichnungChartplatzierungen (Jahr, Titel, Platzierungen, Wochen, Auszeichnungen, Anmerkungen) | Anmerkungen                                      |
| Jahr | Titel                    | DE | AT | CH | Anmerkungen                                      |
| ---- | ------------------------ | --- | --- | --- | ------------------------------------------------ |
| 1994 | Jazzkantine              | DE62 Gold (German Jazz Award) · (17 Wo.)DE                                                                                        | — | — | Erstveröffentlichung: November 1994              |
| 1995 | Heiß & Fettig            | DE38 Gold (German Jazz Award) · (10 Wo.)DE                                                                                        | — | CH25 (20 Wo.)CH | Erstveröffentlichung: Oktober 1995               |
| 1996 | Frisch gepresst & Live   | DE90 (4 Wo.)DE | — | CH32 (4 Wo.)CH | Erstveröffentlichung: September 1996             |
| 1998 | Geheimrezept             | DE18 (11 Wo.)DE | AT41 (3 Wo.)AT | CH19 (12 Wo.)CH | Erstveröffentlichung: Februar 1998               |
| 2000 | In Formation             | DE54 (6 Wo.)DE | — | CH80 (5 Wo.)CH | Erstveröffentlichung: März 2000                  |
| 2002 | Futter für die Seele     | DE68 (3 Wo.)DE | — | CH62 (2 Wo.)CH | Erstveröffentlichung: August 2002 mit hr-Bigband |
| 2008 | Hell’s Kitchen           | DE23 (7 Wo.)DE | AT73 (1 Wo.)AT | — | Erstveröffentlichung: Juli 2008                  |
| 2019 | Mit Pauken und Trompeten | DE62 (1 Wo.)DE | — | — | Erstveröffentlichung: 23. August 2019            |

Weitere Alben
- 2003: Unbegrenzt haltbar
- 2012: Jazzkantine spielt Volkslieder
- 2013: Ultrahocherhitzt
- 2014: Ohne Stecker (zusammen mit der NDR Bigband)
- 2016: Old’s’Cool
- 2022: Discotheque[13]

Nebenprojekte
- 2000: The Remix Album
- 2001: Die Jazzkantine tanzzt! (als Tanzzkantine) – Die CD zum Musical
- 2004: Braunschweich, Braunschweich! – Die CD zum Musical
- 2004: Best of Jazzkantine
- 2009: Unser Eintracht – Die CD zum Musical

### Singles
| Jahr | Titel Album            | Höchstplatzierung, Gesamtwochen, AuszeichnungChartplatzierungen (Jahr, Titel, Album, Platzierungen, Wochen, Auszeichnungen, Anmerkungen) | Höchstplatzierung, Gesamtwochen, AuszeichnungChartplatzierungen (Jahr, Titel, Album, Platzierungen, Wochen, Auszeichnungen, Anmerkungen) | Höchstplatzierung, Gesamtwochen, AuszeichnungChartplatzierungen (Jahr, Titel, Album, Platzierungen, Wochen, Auszeichnungen, Anmerkungen) | Anmerkungen                        |
| Jahr | Titel Album            | DE | AT | CH | Anmerkungen                        |
| ---- | ---------------------- | --- | --- | --- | ---------------------------------- |
| 1998 | Kein Bock Geheimrezept | DE96 (2 Wo.)DE | — | — | Erstveröffentlichung: Februar 1998 |

Weitere Singles
- 1994: Respekt
- 1995: Ich bin ein Träumer (zusammen mit Such a Surge)
- 1995: 55555
- 1995: Es ist Jazz
- 1996: Boogaloo (Coverdesign Vorderseite: Tom Jütz)
- 1998: Krankenhaus
- 1998: Alles nur Chemie
- 2000: Ich würd die Welt gern verändern
- 2000: Zeitalter
- 2002: Chaos 2001
- 2008: Highway to Hell
- 2012: Im Frühtau zu Berge